# Річковий рак
Річковий рак (Astacus) — рід безхребетних тварин ряду десятиногих ракоподібних (Decapoda), довжина тіла зазвичай 6-15 см, іноді — до 18 см. Рід складається з трьох видів, усі зустрічаються в Україні: Рак широкопалий (Astacus astacus L.), поширений у деяких невеличких річках і озерах правобережної заплави Дністра, Пруту й Тетерева; Рак товстопалий (Astacus pachypus L.) у Дніпровсько-Бузькому лимані: Рак вузькопалий (Astacus leptodactylus Eschz.) у всіх прісних та солонуватих водоймах. Найбільше промислове значення в Україні має рак вузькопалий. Як мешканці водойм ракоподібні дихають зябрами.

## Ареал
Річкові раки зустрічаються у річках і озерах з мулистим дном і урвистими берегами. Тіло вкрите панциром, який має захисне бруднувато-буре забарвлення — карапаксом. Жити можуть на різних глибинах, починаючи від 50 сантиметрів і доходячи до 3 метрів.

## Будова річкового рака
Тіло рака, на відміну від дафнії, вкрите твердим покривом — панциром. Він складається з хітинової шкірки (кутикули), просоченої вапняними (неорганічними) солями, що додають панциру міцність і твердість. Панцир захищає тіло річкового рака від пошкоджень.

## Пересування
У пошуках їжі рак повільно повзає по дну, рухаючи своїми довгими вусами, за допомогою 4-х пар ходильних ніг, а свої довгі кінцівки, озброєні клешнями, тримає напоготові у піднятому положенні і хапає ними здобич. В разі небезпеки рак повзе назад, відштовхуючись клешнями, різкими рухами підгинає під себе членисте черевце і завдяки цьому пливе у зворотному напрямку.

## Живлення раків
Раки всеїдні. Вони полюють на дрібних тварин, яких можуть захопити клешнями, поїдають відмерлі рештки тваринних організмів, запах яких чують здалеку. Живляться раки також і рослинною їжею — водоростями, пагонами очерету. Зимують вони у норах, у найглибших місцях. Протягом дня раки ховаються у своїх норках, а в сутінках, вони залишають свою схованку і вирушають на пошуки їжі.

## Процес парування
Самець відкладає на черевце самиці сперматофори, захищені водонепроникною оболонкою. Під час відкладення самицею яєць відбувається запліднення, і яйця прикріпляються до коротких черевних ніжок самиці. Ворушачи ніжками, самиці підганяють до яєць свіжу воду, необхідну для дихання зародків. На початку літа з яєць вилуплюються маленькі рачки, подібні до своїх батьків. Вони прикріплюються клешнями до тих же черевних ніжок матері.

## Розвиток
У перші роки життя рак часто линяє і швидко росте. З п'ятирічного віку він линяє раз на рік. Перші 2—3 дні після линьки покрив тіла у рака м'який, і беззахисний рак перебуває весь час у нірці. Дуже скоро він твердіє за рахунок запасів солей кальцію в тілі рака. Живуть раки 15—20 років і можуть досягати 20—25 см завдовжки.

## Значення в екосистемі
Раки є «Санітарами» водойм. Поїдаючи відмерлі рештки тварин вони очищують дно від падалі.